# Трун (Граубюнден)
Трун (ромш. Trun) — громада  в Швейцарії в кантоні Граубюнден, регіон Сурсельва.

## Географія
Громада розташована на відстані близько 120 км на схід від Берна, 45 км на захід від Кура.
Трун має площу 51,9 км², з яких на 2% дозволяється будівництво (житлове та будівництво доріг), 24% використовуються в сільськогосподарських цілях, 34,9% зайнято лісами, 39,1% не є продуктивними (річки, льодовики або гори).

## Демографія
2019 року в громаді мешкало 1164 особи (-5,7% порівняно з 2010 роком), іноземців було 9,3%. Густота населення становила 22 осіб/км².
За віковим діапазоном населення розподілялося таким чином: 15,5% — особи молодші 20 років, 59% — особи у віці 20—64 років, 25,5% — особи у віці 65 років та старші. Було 521 помешкань (у середньому 2,2 особи в помешканні).
Із загальної кількості 586 працюючих 67 було зайнятих в первинному секторі, 117 — в обробній промисловості, 402 — в галузі послуг.